# Heusweiler

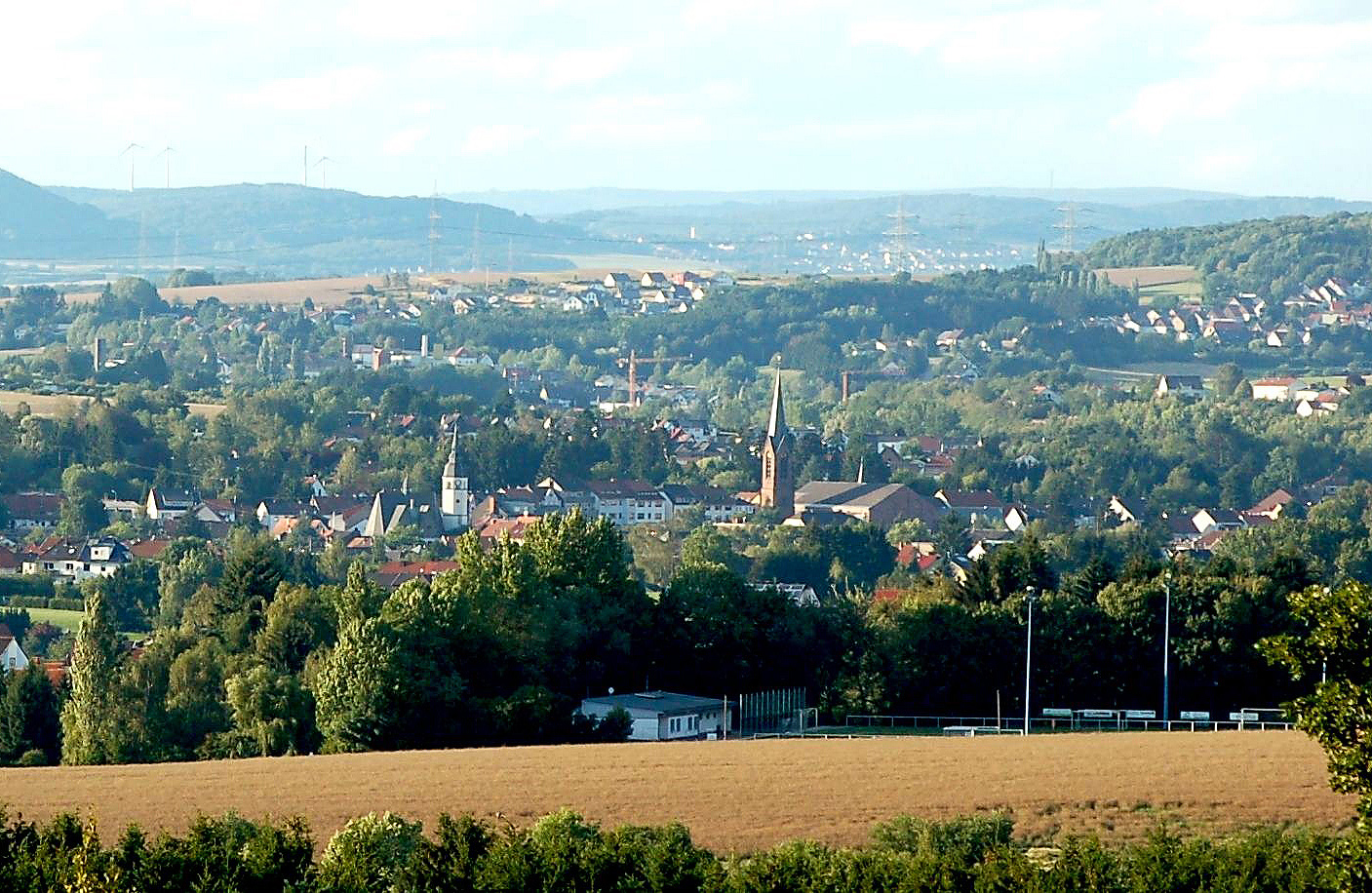
Blick vom Hixberg über Heusweiler in nördliche Richtung. In der Bildmitte sind links die Evangelische Pfarrkirche und rechts die katholische Pfarrkirche Mariä Heimsuchung zu erkennen. Oberhalb der Bildmitte im Hintergrund befindet sich der Heusweiler Ortsteil Eiweiler.

Heusweiler (ⓘ) ist eine saarländische Gemeinde im Regionalverband Saarbrücken und Hauptort des oberen Köllertals.

## Geographie

### Lage
Heusweiler liegt im oberen Köllertal, etwa zehn Kilometer nordwestlich von Saarbrücken. Das Gebiet der Gemeinde Heusweiler grenzt im Süden an die zum Regionalverband Saarbrücken gehörende Stadt Püttlingen, die Gemeinde Riegelsberg und die Landeshauptstadt Saarbrücken, sowie im Osten an die Gemeinde Quierschied. Im Westen grenzt Heusweiler an die zum Landkreis Saarlouis gehörende Gemeinde Saarwellingen und im Norden an die Stadt Lebach im Landkreis Saarlouis, sowie an die Gemeinden Eppelborn und Illingen im Landkreis Neunkirchen. Die Gemeinde Heusweiler ist mit einer Fläche von rund 40 km² nach den Städten Saarbrücken und Völklingen die drittgrößte Gemeinde im Regionalverband Saarbrücken.

### Gemeindegliederung
Die Gemeinde Heusweiler gliedert sich in sieben Gemeindebezirke (Einwohnerzahlen: Stand 1. Januar 2020):
| Gemeindebezirk     | Einwohner |
| ------------------ | --------- |
| Eiweiler           | 2.397     |
| Heusweiler         | 7.346     |
| Holz               | 3.852     |
| Kutzhof            | 2.125     |
| Niedersalbach      | 1.647     |
| Obersalbach-Kurhof | 651       |
| Wahlschied         | 1.478     |

Zu Eiweiler gehören die Gemarkungen Hellenhausen und Kirschhof, zu Heusweiler die Gemarkungen Hirtel, Berschweiler, Dilsburg und Bietschied sowie zu Kutzhof die Gemarkungen Lummerschied, Mangelhausen und Numborn.

## Geschichte
Das Gebiet des heutigen Heusweiler war schon zu römischer und gallo-romanischer Zeit besiedelt, wie Funde aus dieser Zeit belegen. So wurden bei der Beseitigung des Abraumes über einem Steinbruch im Distrikt Axenbüsch, dem heutigen Kirschhof, 1841 die Reste einer großen römischen „Villa rustica“ gefunden, und bei den Bauarbeiten für die Köllertalbahn 1908/1909 wurde unter anderem ein gallo-romanisches Urnengräberfeld entdeckt.
Im Jahr 1274 wurde Heusweiler zum ersten Mal urkundlich erwähnt, als den Brüdern Boemund und Joffried, Edelherren von Saarbrücken,  von der Grafschaft Saarbrücken der Hof zu Huswilre als Lehen übertragen wurde. Als Ludwig der Schwarze, Herzog von Pfalz-Zweibrücken, raubend und plündernd durch das Köllertal zog, wurde Heusweiler im Jahr 1471 völlig zerstört. Im Dreißigjährigen Krieg (1618–1648) wurde Heusweiler wiederum zerstört und nahezu entvölkert, wie ein Bericht des Saarbrücker Rentmeisters Klicker aus dem Jahr 1635 darlegt.
Nach dem Jahr 1792 hatten französische Revolutionstruppen das Linke Rheinufer besetzt und nach dem Frieden von Campo Formio (1797) in das französische Staatsgebiet eingegliedert. Von 1798 bis 1814 gehörte Heusweiler zum Kanton Lebach im Saardepartement. Unter der französischen Verwaltung wurden Mairien gebildet. Die Mairie Heusweiler vereinigte schon damals im Wesentlichen alle Ortsteile, die auch heute zur Gemeinde Heusweiler gehören. Nur die Orte Kurhof, Obersalbach, und Niedersalbach gehörten zur Mairie Sellerbach.
Aufgrund der 1815 auf dem Wiener Kongress getroffenen Vereinbarungen kamen große Teile des Linken Rheinufers, darunter auch Heusweiler, dauerhaft zum Königreich Preußen. Aus der vormaligen Mairie Heusweiler entstand die Bürgermeisterei Heusweiler im neu gebildeten Kreis Saarbrücken, in die 1816 Obersalbach, Kurhof und 1892 Niedersalbach eingegliedert wurden.
1935 wurde in Heusweiler der Mittelwellensender Heusweiler errichtet; er ging am 23. Dezember in Betrieb und war zeitweise der stärkste Mittelwellen-Sender der ARD.
Am 1. Oktober 1935 wurden die Nachbargemeinden Berschweiler, Bietschied, Dilsburg, Hirtel und Rittershof nach Heusweiler eingemeindet. 1936 entstand aus den Orten Obersalbach, Kurhof und Niedersalbach die eigenständige Gemeinde Salbach.
Auf dem Gemeindefriedhof im Ortsteil Heusweiler befindet sich die Grabstätte der sowjetischen „Fremdarbeiter“, die von 1942 bis 1945 im Bergbau und im Gleisbau der Reichsbahn eingesetzt und gestorben waren. Im Ortsteil Bietschied wurden im Zweiten Weltkrieg Personen, die von Nationalsozialisten gesucht wurden (abgeschossene alliierte Kampfpiloten, flüchtige Kriegsgefangene, Zwangsarbeiter), von der Fluchthelfergruppe Junger Bundschuh versteckt, um sie anschließend ins Ausland zu schleusen.
Am 1. Januar 1958 wurde die Gemeinde Salbach wieder aufgelöst und auf die beiden Nachfolgegemeinden Niedersalbach und Obersalbach-Kurhof aufgeteilt. Im Zuge der Gebiets- und Verwaltungsreform im Saarland wurde am 1. Januar 1974 aus den ehemals selbstständigen Gemeinden Heusweiler, Eiweiler, Holz, Wahlschied, Kutzhof, Niedersalbach und Obersalbach-Kurhof die heutige Gemeinde Heusweiler gebildet.

### Ortsname
Das früheste Schriftzeugnis ist von 1274 und lautet Huswilre. Ausgangswort war wohl *Husineswilari in der Bedeutung ‚Weiler des Husin‘.

## Einwohnerentwicklung
| Heusweiler: Einwohnerzahlen von 1998 bis 2024 | Heusweiler: Einwohnerzahlen von 1998 bis 2024 | Heusweiler: Einwohnerzahlen von 1998 bis 2024 | Heusweiler: Einwohnerzahlen von 1998 bis 2024 | Heusweiler: Einwohnerzahlen von 1998 bis 2024 |
| --------------------------------------------- | --------------------------------------------- | --------------------------------------------- | --------------------------------------------- | --------------------------------------------- |
| Jahr                                          |                                               |                                               |                                               | Einwohner                                     |
| 1998                                          | 1998                                          |                                               | 19.963                                        | 19.963                                        |
| 2003                                          | 2003                                          |                                               | 20.093                                        | 20.093                                        |
| 2009                                          | 2009                                          |                                               | 19.619                                        | 19.619                                        |
| 2017                                          | 2017                                          |                                               | 18.072                                        | 18.072                                        |
| 2021                                          | 2021                                          |                                               | 17.998                                        | 17.998                                        |
| 2024                                          | 2024                                          |                                               | 18.427                                        | 18.427                                        |
|                                               |                                               |                                               |                                               |                                               |

## Politik

### Gemeinderat
In Heusweiler fanden die letzten Gemeinderatswahlen am 9. Juni 2024 statt. Sie führten zu folgendem Ergebnis (33 Sitze):
- SPD: 10 Sitze (±0)
- CDU: 11 Sitze (-1)
- AfD: 4 Sitze (+2)
- GRÜNE: 1 Sitz (-1)
- FDP: 4 Sitze (+1)
- IG IDAL Heusweiler: 3 Sitze (+3)
- NÖL Heusweiler: k. A. (-1)
- BfB Heusweiler: k. A. (-1)
- LINKE: k. A. (-2)

### Bürgermeister
- bis 1974: Paul Quirin, SPD
- 1974–1994: Alois Stephan, CDU
- 1994–2002: Josef Zeimetz, CDU
- 2002–2010: Rainer Ziebold, SPD
- seit 2010: Thomas Redelberger, CDU

Redelberger hat am 1. Dezember 2010 das Amt des Bürgermeisters angetreten und trat am 26. Mai 2019 gegen die Herausforderer Stefan Schmidt (SPD), Horst Saar (Die Linke) und Petra Frevel (parteilos) zur Wiederwahl an. Nachdem im ersten Wahlgang keiner der Bewerber die einfache Mehrheit der abgegebenen Stimmen auf sich vereinnahmen konnte, war eine Stichwahl erforderlich. In der Stichwahl am 9. Juni konnte sich der Amtsinhaber gegen den SPD-Kandidaten Stefan Schmidt mit 55,6 Prozent der Stimmen durchsetzen. Thomas Redelberger ist bis zum 30. September 2029 als Bürgermeister gewählt.

### Gemeindepartnerschaften
Heusweiler unterhält Gemeindepartnerschaften mit der französischen Gemeinde Orvault (seit 1988) und der Stadt Markneukirchen im sächsischen Vogtland.

## Kultur und Sehenswürdigkeiten

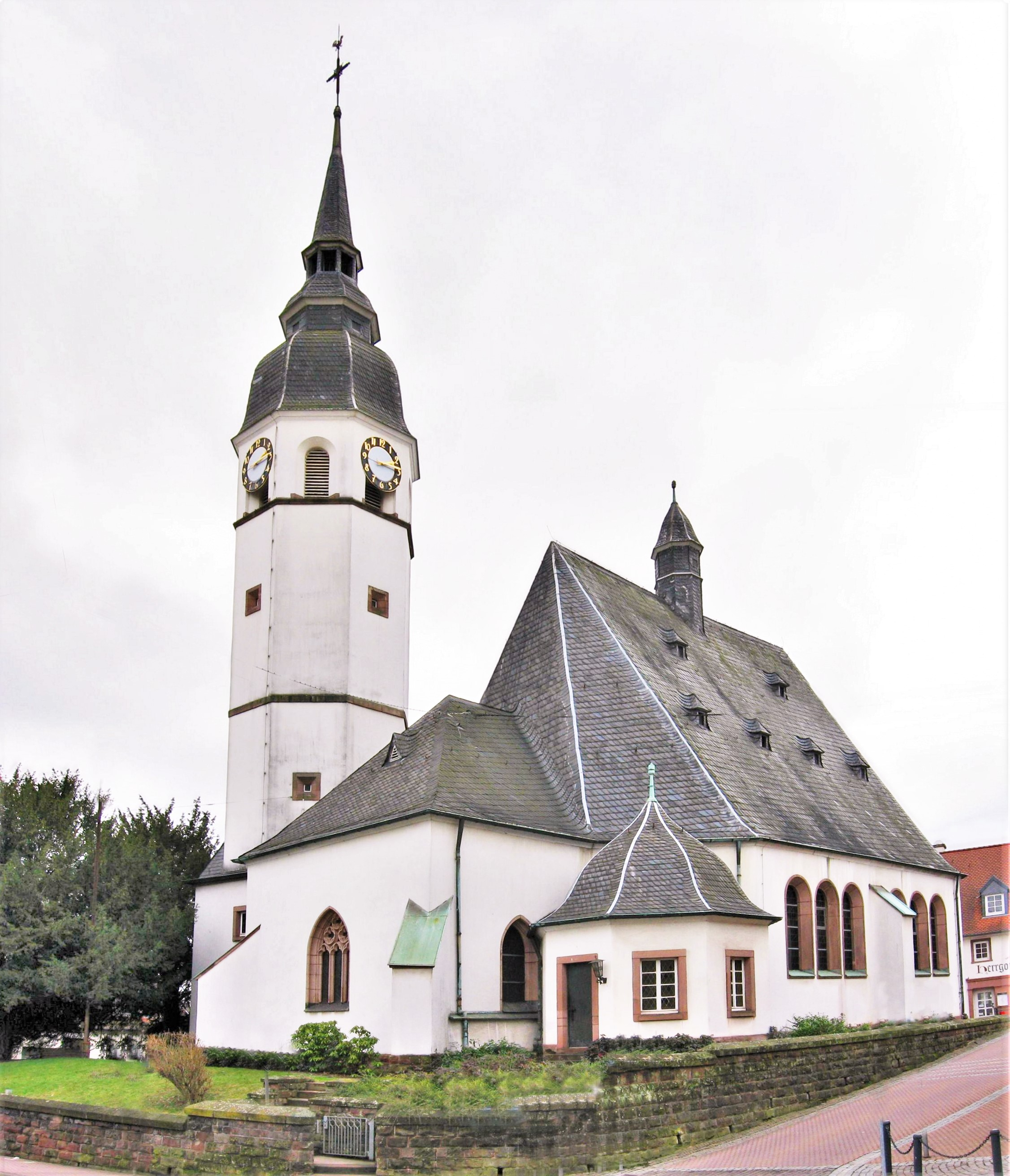
Evangelische Pfarrkirche

### Bauwerke
Sehenswert in der Ortsmitte von Heusweiler ist die evangelische Pfarrkirche. Früheste Zeugnisse der Kirche stammen aus dem 12. Jahrhundert. Die Pfarrei „Husiler“ wurde 1330 erwähnt. Im Zuge der Reformation wurde die Kirche am 31. Oktober 1575 lutherisch, dokumentiert im Pfarrregister von 1576. Von beiden Konfessionen wurde die Kirche ab 1685 bis zum Neubau der katholischen Kirche Mariä Heimsuchung im Jahr 1862 genutzt. Bei der Renovierung 1911 blieb der Chor aus dem 15. Jahrhundert erhalten. Das ursprüngliche barocke Kirchenschiff von 1719 wurde ersetzt. Sakristei und Turm wurden am Chor angefügt. Im klassizistischen Stil wurde der Kircheneingang gestaltet. Der Grabstein des den Neubau vorantreibenden Pfarrers Gustav Weber ist rechts vom Eingang angebracht.
Die Berschweiler Ölmühle (1472 erstmals als Lohmühle urkundlich erwähnt, derzeitiges Gebäude 1767–1779 erstellt) wurde mit einem oberschlächtigen Mühlrad angetrieben. Ihre Konstruktion ist weitgehend erhalten.

### Sport
Aus dem Gemeindeteil Holz stammt der TV Holz, dessen Volleyballfrauen als „proWIN Volleys“ in der 2. Bundesliga Süd spielen.
Aus dem Gemeindeteil Kutzhof stammt der FC Kutzhof. Der Boule-Club Niedersalbach aus dem Ortsteil Niedersalbach spielte in der Pétanque-Bundesliga.
Der Tischfußballclub Heusweiler wurde 1962 gegründet. Einer der mannschaftsstärksten Tischtennisvereine des Saarlandes ist der DJK Heusweiler Tischtennis e. V.
Der Kegelsportclub (KSC) Dilsburg 1970 wurde im Jahre 1970 durch den Zusammenschluss von vier Kegelvereinen gegründet. Die Damenmannschaft ist seit 2000 erstklassig und belegt in der Kegel-Bundesliga seit Jahren vordere Plätze. Die Herrenmannschaft spielt in der Bezirksklasse.

## Wirtschaft und Infrastruktur

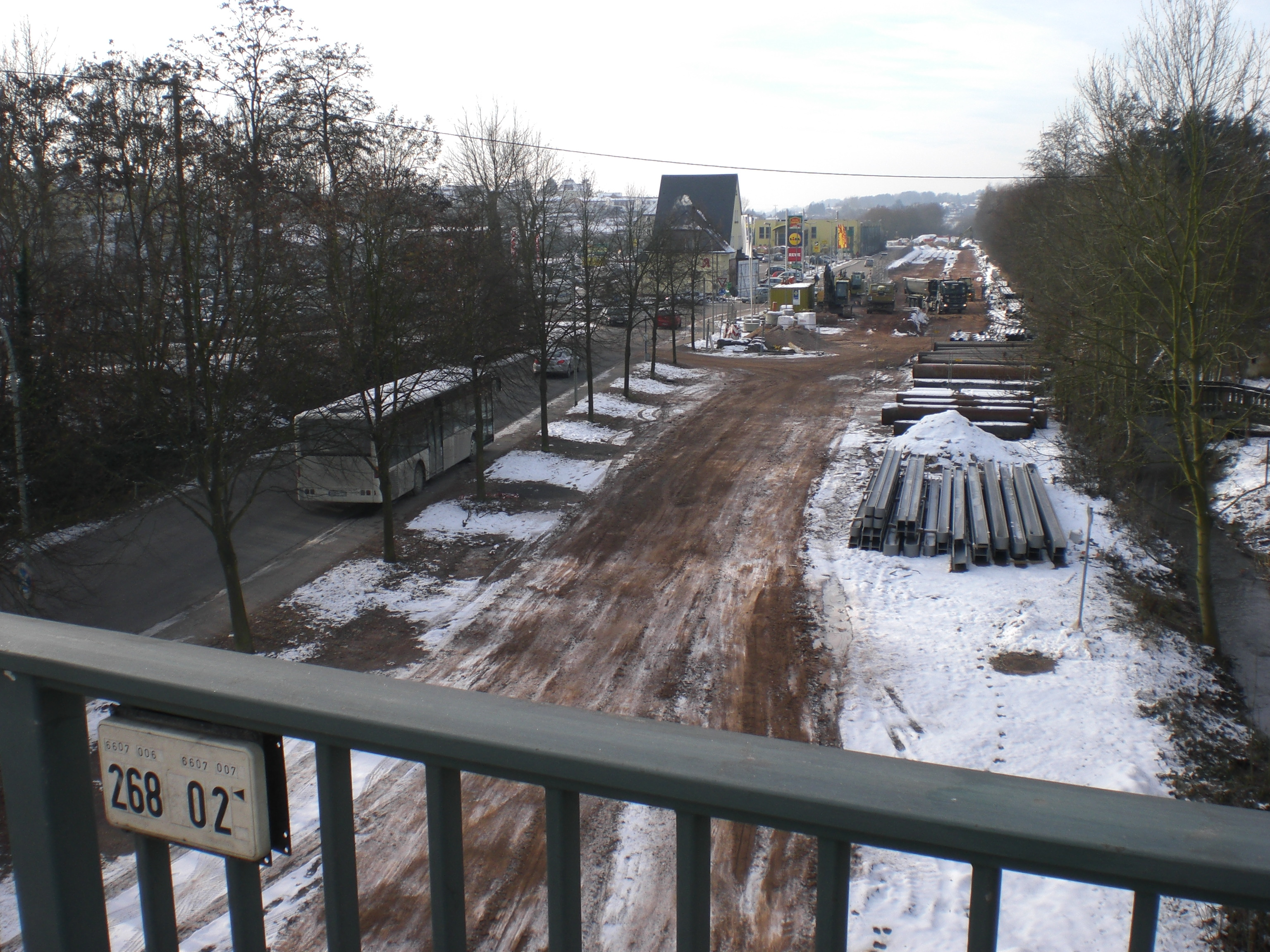
Gleisbett der zukünftigen Saarbahn mit Bahnhofsgebäude (Bildmitte), Januar 2010

### Medien
Der Sender Heusweiler war der leistungsstärkste Rundfunksender der ARD, ein Mittelwellensender auf der Frequenz 1422 kHz des Saarländischen Rundfunks. Über seine aus zwei gegen Erde isolierten, je 120 Meter hohen selbststrahlenden Sendemasten bestehende Antennenanlage wurde bis 1994 das Programm der Europawelle Saar tagsüber mit 1200 Kilowatt und nachts mit 600 Kilowatt Leistung ausgestrahlt. Seit 1994 wurde über diesen Sender das Programm des Deutschlandfunks verbreitet. Die Sendeleistung betrug hierbei während der Tag- und Nachtstunden 600 Kilowatt. Außerdem gab es seit 2005 einen weiteren Mittelwellensender auf 1179 kHz, der zuletzt Antenne Saar mit 10 Kilowatt ausstrahlte. Bis 2009 konnte dieser Sender nur in den Tagesstunden in Betrieb sein. Am 31. Dezember 2015 wurde der Sender samt beider Frequenzen abgeschaltet. Um eine störende Beeinflussung der Kfz-Elektronik durch den Sender zu verhindern, war über der in unmittelbarer Sendernähe verlaufenden Bundesautobahn A8 ein Drahtnetz gespannt. Die Sendemasten wurden am 21. September 2018 kontrolliert gesprengt und das Drahtnetz am Folgetag demontiert.
Auf dem Gebiet des Gemeindebezirks Wahlschied befindet sich der 1959 errichtete Sender Göttelborner Höhe des Saarländischen Rundfunks, der als Grundnetzsender für Analoges Radio (UKW-Programme SR 1, SR kultur und SR 3 Saarlandwelle des Saarländischen Rundfunks), sowie zur Verbreitung von Digitalem Radio (DAB / DAB+) und Digitalem Fernsehen (DVB-T2 HD) dient. Der Sendemast hat eine Höhe von 208 Metern.

### Verkehr
Heusweiler liegt im Schnittpunkt zweier Bundesautobahnen, und zwar der A 1 und der A 8. Über die A 8 (Perl – Bad Reichenhall) verfügt Heusweiler über einen unmittelbaren Autobahnzugang nach Luxemburg.
Die Saarbahn, eine Schienenschnellbahn, verbindet Heusweiler, das zuvor über keine Eisenbahnverbindung mehr verfügte, verkehrstechnisch über Walpershofen und Riegelsberg mit Saarbrücken. Nach mehrfacher Verzögerung wurde der Abschnitt nach Heusweiler am 30. Oktober 2011 in Betrieb genommen. Die Weiterführung der Saarbahn nach Lebach wurde nach jahrelanger Bauzeit am 5. Oktober 2014 verwirklicht.

## Persönlichkeiten
- Heinrich Wahlster (1775–1848), Kaufmann und Bürgermeister
- Rudolf Strempel (1891–1981), Arzt für Haut- und Geschlechtskrankheiten und Hochschullehrer in Homburg
- Rudolf Heimes (1923–2003), Politiker (CDU), Präsident der Rechtsanwaltskammer des Saarlandes
- Alwin Brück (1931–2020), Politiker (SPD); in Holz geboren
- Willibald Bösen (* 1938), Bibelwissenschaftler; wohnt in Heusweiler
- Galli (* 1944), Künstlerin
- André Mailänder (* 1964), Fotograf
- Oliver Luksic (* 1979), Politiker (FDP)
- Bidjan Djamalzadeh (* 1939), Künstler 'Sara Moon', wohnt in Heusweiler